# Robert McCoig
Robert S. McCoig (* 1937; † September 1998 in Colchester) war ein schottischer Badmintonspieler, der in den 1960er und 1970er Jahren zahlreiche internationale Turniere gewann. Er ist mit 15 Einzeltiteln Rekordhalter bei den schottischen Meisterschaften, war aber ansonsten im Doppel und im Mixed erfolgreicher. Zwischen 1957 und 1976 führte er die Nationalmannschaft seines Landes siebenmal in Folge in den Thomas Cup. Bei den British Empire and Commonwealth Games 1966 im jamaikanischen Kingston sicherte er sich an der Seite von Muriel Woodcock (geborene Ferguson) die Bronzemedaille im Mixed. Ebenfalls mit Woodcock spielte er sich 1968 in das Mixed-Finale der renommierten All England, scheiterte dort aber an einem englischen Duo. Im selben Jahr errang er bei der ersten Badminton-Europameisterschaft 1968 gemeinsam mit Mac Henderson die Bronzemedaille im Doppel.

## Erfolge
| Turnier                   | 1955 | 1956 | 1957 | 1958 | 1959 | 1960 | 1961 | 1962 | 1963 | 1964 | 1965 | 1966 | 1967 | 1968 | 1969 | 1970 | 1971 | 1972 | 1973 | 1974 | 1975 |
| ------------------------- | ---- | ---- | ---- | ---- | ---- | ---- | ---- | ---- | ---- | ---- | ---- | ---- | ---- | ---- | ---- | ---- | ---- | ---- | ---- | ---- | ---- |
| Schottische Meisterschaft |      |      |      | S    | S    | S    | S    | S    | S    | S    | S    |      | S    | S    | S    | S    | S    | S    | S    |      |      |
| Irish Open                |      |      |      |      |      | S    |      |      |      | S    |      |      |      |      |      | S    |      |      |      | S    |      |
| Scottish Open             |      |      |      |      | S    |      |      |      | S    | S    |      |      |      | S    |      |      |      |      |      |      |      |
| Welsh International       | –    |      |      |      |      | –    | –    | –    | –    | –    | –    | –    |      |      |      |      | –    |      |      |      |      |
| US Open                   |      |      |      |      |      |      |      |      |      |      |      |      |      |      |      |      |      |      |      |      |      |
| Canada Open               |      |      |      |      |      |      |      |      |      |      |      |      |      |      |      |      |      |      |      |      |      |

| Turnier                   | 1955 | 1956 | 1957 | 1958 | 1959 | 1960 | 1961 | 1962 | 1963 | 1964 | 1965 | 1966 | 1967 | 1968 | 1969 | 1970 | 1971 | 1972 | 1973 | 1974 | 1975 |
| ------------------------- | ---- | ---- | ---- | ---- | ---- | ---- | ---- | ---- | ---- | ---- | ---- | ---- | ---- | ---- | ---- | ---- | ---- | ---- | ---- | ---- | ---- |
| Schottische Meisterschaft |      |      |      |      |      |      | S    | S    | S    | S    | S    | S    | S    | S    |      | S    | S    | S    | S    | S    |      |
| Irish Open                |      |      |      |      |      | S    |      | S    |      | S    |      | S    |      |      |      | S    |      |      |      |      |      |
| Scottish Open             |      |      |      |      |      |      | S    |      | S    |      | S    |      | S    |      |      |      |      | S    |      |      |      |
| Welsh International       | –    |      |      |      |      | –    | –    | –    | –    | –    | –    | –    | S    |      |      |      | –    |      |      |      |      |
| US Open                   |      |      |      |      |      |      |      |      | S    |      | S    |      |      |      |      |      |      |      |      |      |      |
| Canada Open               |      |      |      |      |      |      |      |      | S    |      |      |      |      |      |      |      |      |      |      |      |      |

| Turnier                   | 1955 | 1956 | 1957 | 1958 | 1959 | 1960 | 1961 | 1962 | 1963 | 1964 | 1965 | 1966 | 1967 | 1968 | 1969 | 1970 | 1971 | 1972 | 1973 | 1974 | 1975 |
| ------------------------- | ---- | ---- | ---- | ---- | ---- | ---- | ---- | ---- | ---- | ---- | ---- | ---- | ---- | ---- | ---- | ---- | ---- | ---- | ---- | ---- | ---- |
| Schottische Meisterschaft |      |      | S    | S    |      | S    |      | S    |      | S    | S    |      | S    | S    | S    | S    | S    |      |      |      |      |
| Irish Open                |      |      |      |      |      | S    |      | S    |      | S    |      |      |      | S    |      | S    |      |      |      |      |      |
| Scottish Open             |      |      |      |      | S    |      | S    | S    |      |      | S    |      |      |      |      |      |      |      |      |      |      |
| Welsh International       | –    |      |      |      |      | –    | –    | –    | –    | –    | –    | –    | S    |      |      |      | –    |      |      |      |      |
| US Open                   |      |      |      |      |      |      |      |      |      |      | S    |      |      |      |      |      |      |      |      |      |      |
| Canada Open               |      |      |      |      |      |      |      |      |      |      | S    |      |      |      |      |      |      |      |      |      |      |